# Albin Rysz
Albin Rysz (ur. 21 lipca 1930 w Posadzie Zarszyńskiej, zm. 17 grudnia 1993 w Sanoku) – polski lekarz ortopeda, działacz społeczny i harcerski.

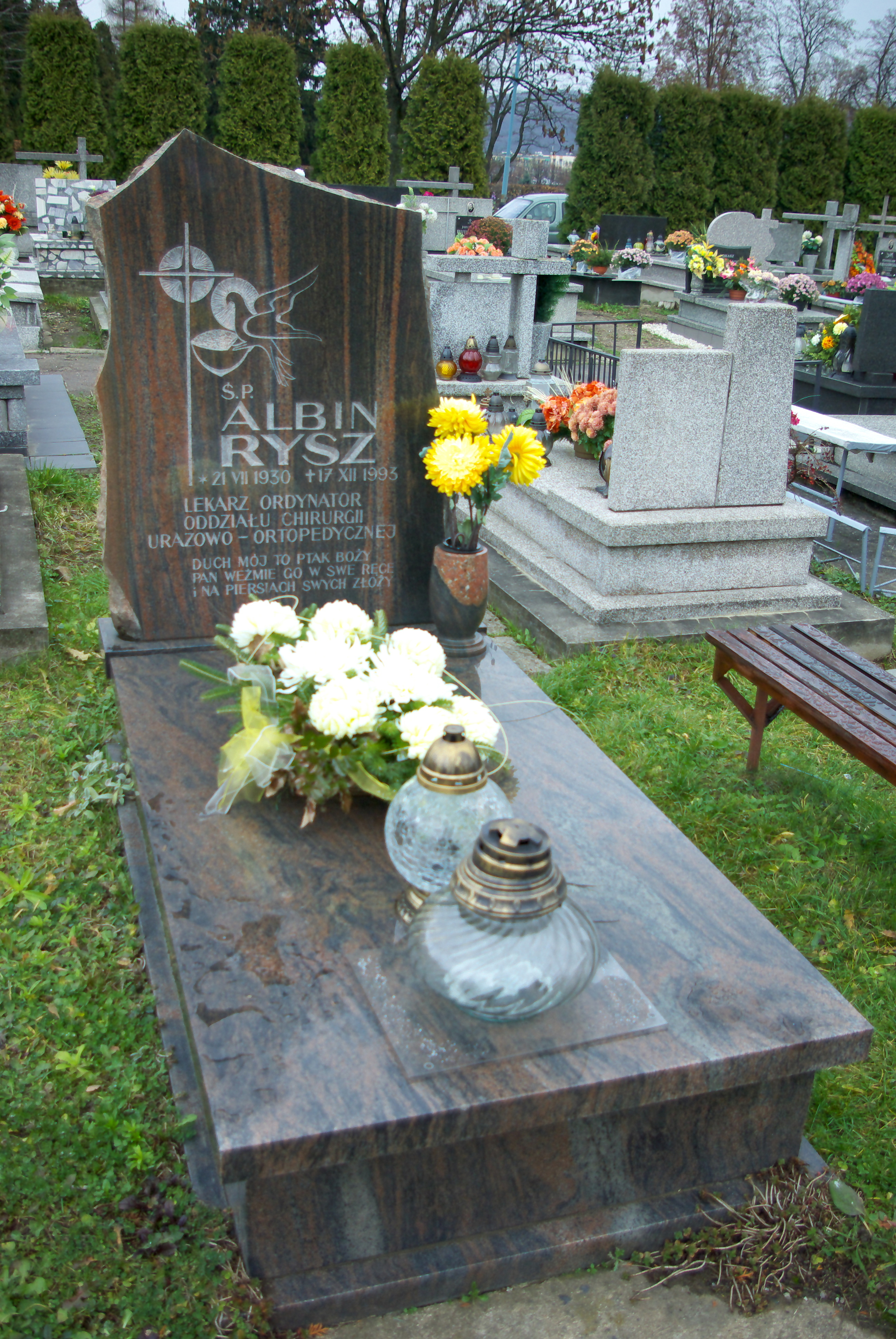
Grób Albina Rysza

## Życiorys
Urodził się 21 lipca 1930 w Posadzie Zarszyńskiej. Był synem Kazimierza i Franciszki z domu Kaszewicz.
W 1950 ukończył naukę w Liceum Ogólnokształcącym Męskim w Sanoku. Został absolwentem studiów medycznych. W latach 50. zamieszkiwał w Zarszynie. Jako lekarz pracował w rodzinnym Sanoku. Sprawował stanowisko dyrektora Szpitala w Sanoku od 1974 do 1978 (Zespołu Opieki Zdrowotnej w Sanoku), a następnie stanowisko ordynatora oddziału chirurgii urazowo-ortopedycznej w tymże szpitalu od 1978 do 1993. W latach 60. był lekarzem Powiatowej Poradni Sportowo-Lekarskiej w Sanoku.
Był wybierany członkiem Komisji Zdrowia, Opieki Społecznej przy Miejskiej Rady Narodowej w Sanoku kadencji 1961-1965, 1965-1969, 1969-1972. Był członkiem Miejskiego Komitetu Frontu Jedności Narodu w Sanoku. 22 stycznia 1981 został ponownie wybrany członkiem 11-osobowego zarządu klubu sportowego ZKS Stal Sanok. Został wybrany radnym MRN w Sanoku w 1988 i zasiadł w Komisji Zdrowia, Spraw Socjalnych i Ochrony Środowiska. W latach 80. pełnił funkcję przewodniczącego Miejskiej Rady Przyjaciół Harcerstwa w Sanoku, działającej na rzecz miejscowego Hufca ZHP.
Zmarł 17 grudnia 1993 w Sanoku. Został pochowany na Cmentarzu Centralnym w Sanoku. Jego żoną była Urszula Rysz z domu Porębska (1937-2014).

## Odznaczenia i wyróżnienia
- Krzyż Kawalerski Orderu Odrodzenia Polski (1985)[20]
- Złoty Krzyż Zasługi (1976)[21]
- Odznaka „Zasłużony dla województwa krośnieńskiego” (1984)[22]
- Honorowa Odznaka Ruchu Przyjaciół Harcerstwa (1984)[23]
- Odznaka honorowa hufca w Sanoku (1986)[24]
- List gratulacyjny od przewodniczącego Rady Głównej Przyjaciół Harcerstwa gen. Floriana Siwickiego (1989)[25].